# Northport (Alabama)
Northport is een plaats (city) in de Amerikaanse staat Alabama, en valt bestuurlijk gezien onder Tuscaloosa County.

## Demografie
Bij de volkstelling in 2000 werd het aantal inwoners vastgesteld op 19.435.
In 2006 is het aantal inwoners door het United States Census Bureau geschat op 21.890, een stijging van 2455 (12,6%).

## Geografie
Volgens het United States Census Bureau beslaat de plaats een oppervlakte van
38,5 km², waarvan 37,9 km² land en 0,6 km² water.

## Plaatsen in de nabije omgeving
De onderstaande figuur toont de plaatsen in een straal van 32 km rond Northport.